# Польско-турецкая война (1672—1676)
Польско-турецкая война 1672—1676 годов — война между Речью Посполитой и Османской империей за власть над Правобережной Украиной.

## Предыстория
Неудачи гетмана Петра Дорошенко в ходе польско-казацко-татарской войны 1666—1671 годов стали поводом для новой войны Османской империи против Речи Посполитой. В стремлении сохранить свою власть Дорошенко подписал договор с султаном Мехмедом IV в 1669 году, признав над собой власть султана. Османская империя за три года до этого успешно завершила войну с Венецией и завоевала Крит, и великий визирь Ахмет Кепрюлю решил направить усилия против ослабленной длительными войнами Речи Посполитой.
В то же время Речь Посполитая пыталась подавить волнения на Украине, но польско-литовское содружество было ослаблено десятилетиями длительных войн (Восстанием Хмельницкого, Потопом и русско-польской войной (1654-1667).
Соглашение с турками лишило Дорошенко поддержки значительной части казаков. В 1670 году он попытался захватить контроль над всей Украиной, а в 1671 году крымского хана Адиль Герая, ставленника поляков, сменил Селим I Герай, ставленник турок, который вступил в союз с казаками Дорошенко. Объединённое войско было разбито войсками Собеского, и Селим попросил султана о помощи. Так пограничный конфликт перерос в очередную войну в 1671 году: Османская империя увидела для себя реальную возможность получить контроль над Украиной:646.

## Первый этап (1672)
В 1672 году Турция, пытаясь овладеть Украиной, начала против Польши войну. Османские силы, насчитывавшие 80000 человек, во главе с великим визирем Кёпрюлю Фазылем Ахмед-пашой и османским султаном Мехмедом IV, вторглись в польскую Украину в августе, взяли Каменец-Подольский и осадили Бучач и Львов. Силы Собеского были слишком малы, чтобы остановить османскую армию, и смогли добиться лишь нескольких незначительных тактических побед над отдельными турецкими подразделениями. Неподготовленный к войне и раздираемый внутренним конфликтом между королем Михаилом I и шляхетской знатью, сейм Речи Посполитой не мог действовать, чтобы поднять налоги и собрать большую армию. В итоге Польша вынуждена была заключить с Турцией Бучачский мир 1672 года. Правобережная Украина передавалась гетману Дорошенко как владение, зависимое от Порты; Подолье и Каменец напрямую входили в состав Турции как Каменецкий пашалык; Речь Посполитая оплатила Турции вознаграждение за военные затраты и обязательно выплачивала ежегодную дань.

## Второй этап (1673—1676)
Этот договор не был признан сеймом Речи Посполитой в апреле 1673 года. Сейм большинством депутатов, объединённых гневом из-за территориальных потерь и унизительной дани, поднял налоги на новую армию и принял на службу казаков Хоненко. Во время возобновлённых военных действий великий коронный гетман Ян Собеский 11 ноября 1673 года разбил турецкие войска Гусейна-паши под Хотином. 20 тыс. турок были убиты, 66 знамён и 120 пушек оказались в руках поляков. Собеский планировал занять Дунайские княжества, но после битвы значительная часть польских и литовских войск ушла в Речь Посполитую. Потому пришлось ограничиться размещением гарнизона в молдавских крепостях — Сучаве, Хотине и Нямце. 13 декабря 1673 года отряд М. Сенявского взял Яссы, но был вынужден оставить их в связи с подходом татарской конницы уже в январе следующего года. В том же году король Михаил I умер, и в знак признания его побед и преданности Ян Собеский был избран королем Речи Посполитой в 1674 году.
В течение следующего года польские войска стали сокращаться, так как сейм снова отказался повышать налоги и платить армии, в результате началось дезертирство. Польские проблемы усугублялись некомпетентным руководством гетмана Паца, который противился инициативам Собеского, в то время как османы продолжали получать подкрепления. Тем не менее в 1674 году Речь Посполитая возобновила наступление, воспользовавшись новой русско-турецкой войной. 6-тысячная армия Собеского разгромила 20 000 турок и татар под Львовом в августе 1675 года.
В 1676 году польские войска с небольшим напряжением отбили наступление турецко-татарских войск на Львов. Невзирая на удачные бои под Журавным (сентябрь-октябрь 1676 года), Польша подписала с Турцией Журавенский договор 1676 года. Этот договор отдал туркам 1/3 Украины, но вернул 10 тысяч пленных-христиан.

## Последствия
Война показала растущую слабость Речи Посполитой, которая во второй половине XVII века начала приходить в упадок, что в итоге завершилось столетие спустя разделами Польши. Неработоспособный сейм, парализованный правом liberum veto, коррупция и забота депутатов о собственных интересах вредила защите государства от внешних врагов.
Польша уступила османам Подолию. Правобережная Украина, за исключением Белоцерковского и Паволочского округов, переходила под власть турецкого вассала — гетмана Петра Дорошенко, превращаясь, таким образом, в османский протекторат.